# Campo di concentramento di Gospić
Il campo di concentramento di Gospić (in croato: Sabirni logor Gospić; in serbo: Koncentracioni logor Gospić) fu uno dei 26 campi di concentramento istituiti nello Stato Indipendente di Croazia durante la seconda guerra mondiale, situato a Gospić nell'odierna Croazia.

## Storia
Apparteneva un complesso che annoverava anche i campi di Jadovno, Ovčara e dell'isola di Pago (Slana e Mataina). L'istituzione di questo complesso di campi segnò l'inizio delle uccisioni di massa della fase finale dell'Olocausto nello Stato Indipendente di Croazia.
Il campo di concentramento di Gospić fu istituito nel maggio 1941 in un grande edificio, con lati di 130 metri, eretto nel 1878 e utilizzato come prigione per i detenuti condannati all'ergastolo prima dello scoppio della seconda guerra mondiale. Il primo trasporto di detenuti dal campo di concentramento di Danica fu organizzato il 30 giugno 1941.
Il campo di concentramento di Jasenovac fu fondato come estensione dei campi di Gospic e di Jadovno, che erano stati smantellati. I primi detenuti del campo di Jasenovac furono portati dal campo di concentramento di Gospić nel periodo compreso tra il 19 e il 21 agosto 1941.

## Detenuti
In ottemperanza agli ordini emessi dal comando ustascia a Zagabria il 19 luglio 1941, furono catturati un considerevole numero di serbi e deportati nel campo di concentramento di Gospić, divisi in piccoli gruppi da 20 a 30 persone. Serbi, ebrei e rom furono catturati in tutto il territorio dello Stato indipendente di Croazia e trasportati al campo al ritmo di trecento al giorno.
Il 1° agosto 1941 gli ustascia trasferirono il primo gruppo di ebrei da Visoko, in Bosnia ed Erzegovina. L'11 marzo 1944 circa 300 donne e bambini furono trasportati da Gospić a Jasenovac, dove furono tutti uccisi.